# Хронология истории Островов Кука
На этой странице представлена хронологическая таблица по истории Островов Кука. Более подробная информация находится на статье История Островов Кука.
Эта хронологическая таблица не закончена; некоторые важные события могут быть не упомянуты. Если Вы знаете о подобных событиях, пожалуйста, поместите о них информацию.

## XVI век
| Год  | Дата       | События                                            |
| ---- | ---------- | -------------------------------------------------- |
| 1595 | 20 августа | Альваро Менданьей де Нейра открыл остров Пукапука. |

## XVII век
| Год  | Дата    | События                                        |
| ---- | ------- | ---------------------------------------------- |
| 1606 | 2 марта | Педро Фернандес Кирос открыл остров Ракаханга. |

## XVIII век
| Год       | Дата        | События |
| --------- | ----------- | --- |
| 1773—1775 |             | На островах Южной группы побывал английский мореплаватель Джеймс Кук, который назвал группу острова Херви (англ. Hervey Islands). |
| 1774      | 16 июня     | Джеймс Кук открыл остров Палмерстон.                                                                                              |
| 1777      | 23 марта    | Джеймс Кук открыл остров Мангаиа.                                                                                                 |
| 1777      | 31 марта    | Джеймс Кук открыл остров Атиу. |
| 1777      | 4 апреля    | Джеймс Кук открыл остров Такутеа.                                                                                                 |
| 1777      | 23 сентября | Джеймс Кук открыл остров Мануаэ.                                                                                                  |
| 1789      | 11 апреля   | Капитаном знаменитого мятежного судна «Баунти», Уильямом Блайем, открыт остров Аитутаки.                                          |

## XIX век
| Год  | Дата        | Событие |
| ---- | ----------- | --- |
| 1804 | 12 мая      | Французский капитан Луи Кутанс (фр. Louis R. Coutance) открыл остров Нассау.                                                          |
| 1813 |             | Открыт остров Раротонга. |
| 1814 | 17 сентября | Русский путешественник Михаил Лазарев открыл остров Суворов.                                                                          |
| 1821 |             | На островах Кука, на острове Аитутаки, высадился первый миссионер Лондонского миссионерского общества.                                |
| 1822 | 13 октября  | Экипажем американского судна «Добрая Надежда» открыт остров Манихики.                                                                 |
| 1823 | 19 июля     | На острове Атиу высадился первый миссионер из Лондонского миссионерского общества.                                                    |
| 1823 | 23 июля     | Миссионером из Лондонского миссионерского общества, Джоном Уильямсом, открыт остров Мауке.                                            |
| 1823 | 29 июля     | Миссионером из Лондонского миссионерского общества, Джоном Уильямсом, открыт остров Митиаро.                                          |
| 1858 |             | Основано Королевство Раротонга. |
| 1881 |             | На островах появился первый неоплачиваемый британский консул.                                                                         |
| 1885 | октябрь     | Британский консул на островах Кука стал официальным агентом Новой Зеландии, назначаемым и оплачиваемым новозеландским правительством. |
| 1888 | 26 октября  | Установлен британский протекторат над островами Южной группы (Королевство Раротонга).                                                 |
| 1890 |             | Сформирован генеральный совет — первое правительство островов.                                                                        |
| 1893 |             | Замена названия британского протектората Королевства Раротонга на Федерацию Островов Кука.                                            |
| 1894 |             | На острове Атиу высадились первые католические миссионеры.                                                                            |

## XX век
| Год  | Дата        | Событие |
| ---- | ----------- | --- |
| 1900 | 6 сентября  | Прошение верховного арики Островов Кука о включении архипелага в состав Британской империи.                                                         |
| 1900 | 27 сентября | Новозеландский парламент одобрил аннексию островов Кука.                                                                                            |
| 1901 | 11 июня     | Острова Кука вошли в состав Новой Зеландии. Сформирован генеральный совет — первое правительство островов.                                          |
| 1926 |             | На острове Атиу высадились первые адвентисты седьмого дня.                                                                                          |
| 1964 | 17 ноября   | Новозеландский парламент принял Конституционный акт Островов Кука.                                                                                  |
| 1965 | 20 апреля   | Всеобщее голосование по поводу будущего статуса Островов Кука.                                                                                      |
| 1965 | 4 августа   | Принята Конституция Островов Кука. Получение статуса самоуправляющейся территории в свободной ассоциации Новой Зеландии.                            |
| 1965 |             | Избран первый премьер-министр Островов Кука — лидер Партии Островов Кука, Альберт Генри.                                                            |
| 1971 |             | Острова Кука стали членом Форума тихоокеанских островов. Острова Кука впервые выступили как самостоятельный субъект международного права.           |
| 1973 | 14 апреля   | Острова Кука подписали в городе Апиа Соглашение по Южнотихоокеанскому бюро экономической кооперации.                                                |
| 1974 |             | В городе Окленд (Новая Зеландия) открылось первое заграничное представительство Островов Кука.                                                      |
| 1976 |             | Острова Кука стали членом Азиатского банка развития.                                                                                                |
| 1977 |             | На Островах Кука впервые появилось Министерство земельных и иностранных дел (англ. Ministry of Planning and External Affairs).                      |
| 1979 |             | Сэр Альберт Генри был обвинён в подделке результатов голосования, за что был лишён поста премьера. Новым премьер-министром становится Том Дэвис.    |
| 1980 | 11 июня     | Острова Кука и США подписали на острове Раротонга Договор о дружбе и определении морских границ.                                                    |
| 1980 | 4 июля      | Острова Кука подписали Южнотихоокеанское соглашение о региональной торговле и экономическом сотрудничестве.                                         |
| 1980 | 14 октября  | Острова Кука стали полноправным членом Южнотихоокеанской комиссии.                                                                                  |
| 1981 |             | Внесена поправка в Конституцию Островов Кука, согласно которой увеличилось число мест в парламенте с 22 до 24, а парламентский срок — с 4 до 5 лет. |
| 1981 | январь      | Острова Кука объявлены нейтральной страной. Отказ от вхождения в какие-либо военные союзы.                                                          |
| 1984 |             | На Островах Кука учреждено Министерство иностранных дел.                                                                                            |
| 1984 | 9 мая       | Острова Кука стали полноправным членом Всемирной организации здравоохранения.                                                                       |
| 1985 |             | В столице Новой Зеландии, городе Веллингтон, открылось первое посольство Островов Кука.                                                             |
| 1985 | 19 марта    | В город Гонолулу на Гавайских островах был назначен почётный консул Островов Кука.                                                                  |
| 1985 | 11 ноября   | Назначен первый почётный консул в Европе — в город Осло, столицу Норвегии.                                                                          |
| 1987 | 10 февраля  | Острова Кука стали полноправным членом Продовольственной и сельскохозяйственной организации ООН.                                                    |
| 1989 | 25 октября  | Острова Кука стали полноправным членом ЮНЕСКО. |
| 1991 |             | Подписан договор о дружбе и сотрудничестве с Францией.                                                                                              |
| 1993 | 22 января   | Острова Кука стали членом Международного фонда сельскохозяйственного развития.                                                                      |
| 1995 | 14 августа  | Острова Кука стали членом Всемирной метеорологической организации.                                                                                  |
| 1997 |             | Установлены дипломатические отношения с КНР. |
| 1997 | ноябрь      | В результате тропического циклона погибло 6 человек и разрушено 80 % зданий.                                                                        |

## XXI век
| Год  | Дата | Событие |
| ---- | ---- | --- |
| 2000 |      | Установлены дипломатические отношения с Францией. |
| 2004 |      | Визит премьер-министра Островов Кука Роберта Вунтона в КНР. Достигнута договорённость о предоставлении Островам Кука денежной помощи в размере $16 млн. |